# Joseph W. Bettendorf
Joseph W. Bettendorf (10 de octubre de 1864 - mayo de 1933) fue un hombre de negocios germano estadounidense, que desarrolló su actividad empresarial junto con su hermano, el inventor William P. Bettendorf, en las localidades de Davenport y de Bettendorf, Iowa. La ciudad de Bettendorf lleva el nombre de los dos hermanos. 

## Biografía

### Primeros años y carrera
Joseph Bettendorf nació en Leavenworth, Kansas. Era el tercer hijo (el segundo varón) de Michael Bettendorf y de Catherine (Reck) Bettendorf. Su padre había nacido en Nohn, en la región alemana de Eifel y cambió su apellido a su llegada a los Estados Unidos. Joseph tenía nueve años cuando la familia se estableció en Peru, Illinois, donde recibió la mayor parte de su educación. Su primer trabajo fue como maquinista y se abrió camino hasta ser capataz en el departamento de ensamblaje. 
J. W. Bettendorf se mudó a Davenport, Iowa, para unirse a su hermano William en 1886. Allí fundaron la Bettendorf Metal Wheel Company. Trabajó como maquinista antes de convertirse en supervisor en la planta. En 1890 se mudó a Springfield, Ohio, donde dirigió una sucursal del negocio. Regresó a Davenport tres años después, donde los hermanos comenzaron a fabricar vagones ferroviarios de acero. 

### La compañía Bettendorf

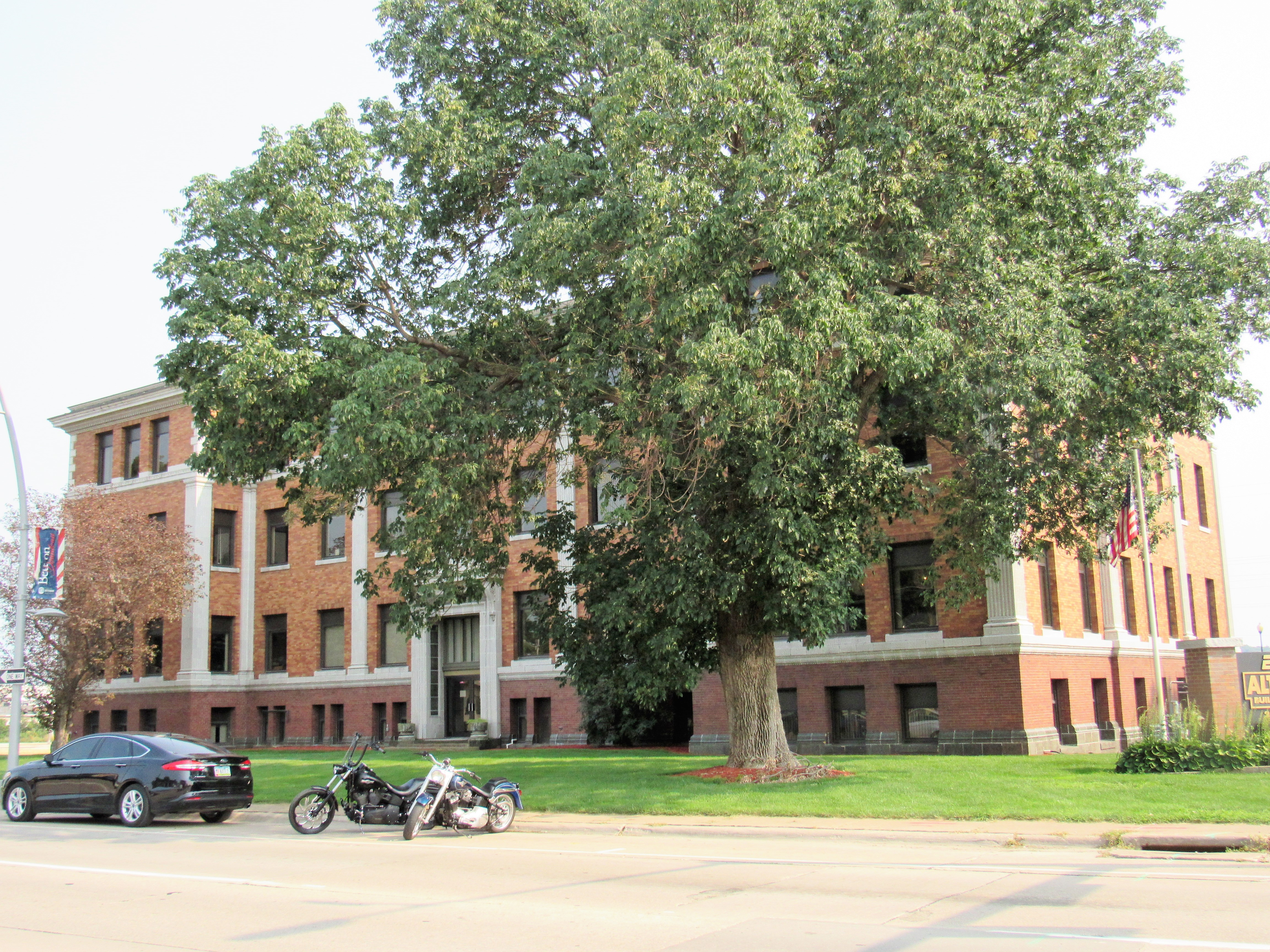
Sede de la Bettendorf Co.

En enero de 1895, los hermanos fundaron su nueva empresa bajo el nombre de Bettendorf Axel Company. W. P. Bettendorf fue el primer presidente de la compañía y J. W. Bettendorf inicialmente ejerció como secretario y gerente de la compañía. Dos incendios en 1902, uno el 28 de enero y el otro en mayo, destruyeron la fábrica de la compañía. Los residentes de la ciudad de Gilbert, que estaba unos 5 km al este de Davenport, recaudaron 15.000 dólares para comprar la antigua granja de Gilbert, situada entre el río Misisipi y las vías del Ferrocarril de Davenport, Rock Island y del Noroeste. Los hermanos decidieron establecer la nueva factoría en Gilbert. Un año después, los ciudadanos de Gilbert acordaron cambiar el nombre de la localidad a Bettendorf. En 1906, J. W. se convirtió en tesorero de la empresa. 
La fábrica fue construida en una parcela de 28 hectáreas. La compañía originalmente era un fabricante de aperos agrícolas, cuyo rápido crecimiento fue impulsado por el diseño de William Bettendorf de un bastidor de bogie de ferrocarril de una sola pieza, que eliminaba la necesidad de utilizar remaches, evitando el peligro de que se aflojasen, lo que podía provocar averías o incluso descarrilamientos. El nuevo bastidor moldeado de una sola pieza de acero revolucionó la industria ferroviaria. Hacia 1909, la factoría había triplicado su tamaño original. Contenía dos hornos regenerativos de acero de hogar abierto, con una capacidad de 23 toneladas, pudiendo producir diariamente alrededor de cien toneladas de piezas de fundición de acero acabadas que se utilizaban en la construcción de los vagones de ferrocarril, cuyo proceso completo (desde las materias primas hasta el producto acabado) se completaba en la factoría. La compañía se expandió a principios del siglo XX y sus divisiones fabricaban 29 tipos de máquinas o herramientas diferentes. Adquirieron la Dooler Oil Company, que más tarde pasó a llamarse Bettendorf Oil Burner, Buddy L toys, Slice-Master bread and cake slicers y Chippewa Pumps, que fabricaba bombas de agua. También tenían divisiones que producían carretillas manuales para mover vagones de ferrocarril, trituradoras de hielo, encendedores de cigarros de mesa y una máquina para comprimir y compactar desechos. La compañía también construyó el automóvil Meteor entre 1907 y 1912. Se fundaron las sociedades de cartera corporativas llamadas Micro y Westco para realizar estas adquisiciones. Más adelante se fusionaron, pasando a llamarse Micro-Westco. Entre 1903 y 1910, la fuerza laboral creció de 300 a 800 empleados. 

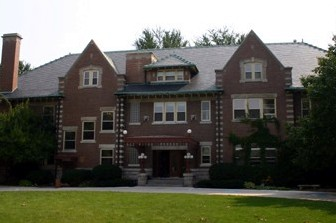
La casa Bettendorf, actualmente Rivermont Collegiate

William Bettendorf murió el 3 de junio de 1910 y J. W. asumió el liderazgo de la compañía. Mientras William inventó muchos de los productos que fabricaba la compañía, J. W. era conocido por su sentido comercial, lo que permitió a la compañía expandirse y crecer financieramente. Los empleados trabajaban seis días de diez horas a la semana, con una hora libre para el almuerzo. A los trabajadores por piezas y jornaleros, se les pagaba de 40 a 50 dólares por semana. Si bien la compañía creció enormemente, mantuvo un "ambiente familiar" entre su plantilla. Se celebraban fiestas, picnics y competiciones deportivas de forma regular, y se publicaba mensualmente una revista llamada Car Journal para los empleados y sus familias. Los empleados que trabajaban para la empresa durante diez años o más se inscribían en el Club de la Lealtad. 
A medida que avanzó la Primera Guerra Mundial, la compañía experimentó una considerable escasez de mano de obra. Originalmente, inmigrantes armenios y griegos habían proporcionado la mayor parte de la fuerza laboral. Los reclutadores de la compañía fueron enviados a Juárez, México, para buscar trabajadores. Se construyó un pueblo para albergar a los 150 trabajadores mexicanos que se trasladaron a Bettendorf, al que se llamó "Holy City" (Ciudad Santa). Su nombre se derivó de los numerosos trabajadores cuyo nombre se registró como "Jesús", fuera ese su nombre o no. Muchos también se inscribieron como "George Washington", y la fecha de nacimiento más común registrada fue el 4 de julio. La compañía había construido una serie de casas de una habitación para alojar a los trabajadores. También había edificios de apartamentos de dos pisos para los trabajadores solteros y algunos de los vagones más grandes también se usaban como viviendas. Holy City fue demolida en la década de 1940 y ahora es un lugar ocupado por depósitos de almacenamiento propiedad de compañías petroleras. 

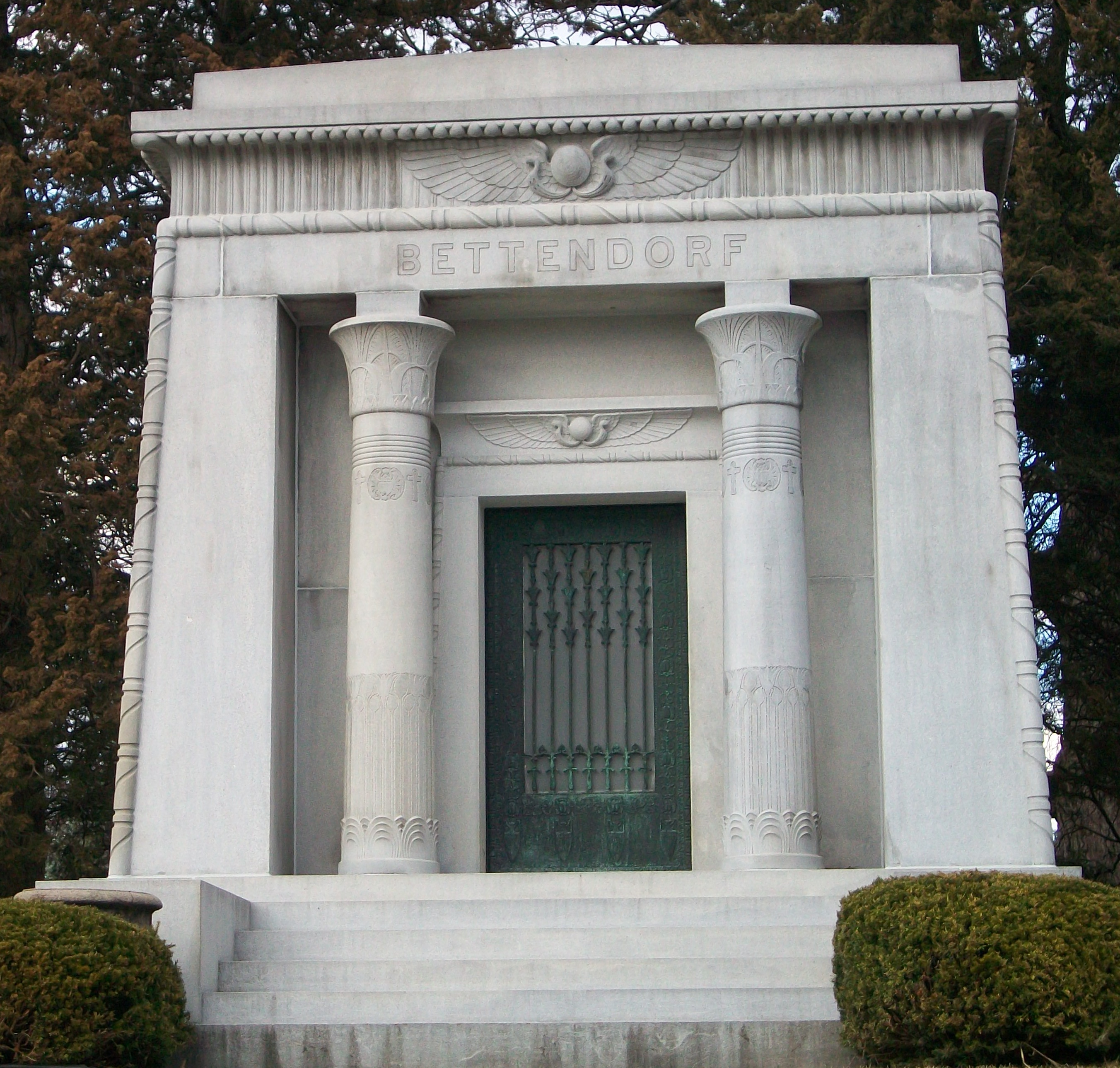
Tumba en el cementerio de Oakdale

En 1920, la planta de Bettendorf era la mayor planta de fabricación de vagones de ferrocarril al oeste del río Misisipi y empleaba a 3000 personas. La compañía fue afectada por la Gran Depresión, y la factoría se cerró en 1932, un año antes de que J. W. Bettendorf muriera. Al comienzo de la Segunda Guerra Mundial, la Armada de los Estados Unidos usó la planta para producir dispositivos de protección para barcos. La planta de material ferroviario fue comprada por el Ejército de los Estados Unidos en 1942 para producir tanques. En 1946, la planta fue vendida al fabricante de tractores J. I. Case, y hoy en día alberga los Casinos Isla de Capri.

### Vida personal
Bettendorf se casó en 1888 con Elizabeth Ohl, hija de George y Sibilla Ohl. Criaron a dos hijos, Edwin J. y William E. Mandó edificar su residencia en una finca de 7 hectáreas situada en una elevación con vistas a la ciudad de Bettendorf y al valle del río. El inmueble ha sido incluido en el Registro Nacional de Lugares Históricos. La propiedad ahora es el campus de una escuela privada, Rivermont Collegiate. Bettendorf murió en mayo de 1933 y fue enterrado en el cementerio de Oakdale en Davenport.